# Deutsche Fechtmeisterschaften 1993
Bei den Deutschen Fechtmeisterschaften 1993 wurden Einzel- und Mannschaftswettbewerbe in den Disziplinen Herrendegen, Herrensäbel und Herrenflorett ausgetragen. Bei den Damen wurde neben Florett auch Degen gefochten, Meisterschaften im Damensäbel gab es erstmals 1999. Die Meisterschaften wurden vom Deutschen Fechter-Bund organisiert.

## Herren

### Florett (Einzel)
| Platz | Sportler        | Verein                |
| ----- | --------------- | --------------------- |
| 1     | Udo Wagner      | FC Tauberbischofsheim |
| 2     | Karsten Riedel  | FK Hannover           |
| 3     | Ingo Weißenborn | FC Tauberbischofsheim |

### Florett (Mannschaft)
| Platz | Verein                | Sportler |
| ----- | --------------------- | -------- |
| 1     | FC Tauberbischofsheim |          |
| 2     | OFC Bonn              |          |
| 3     | ETuF Essen            |          |

### Degen (Einzel)
| Platz | Sportler        | Verein                |
| ----- | --------------- | --------------------- |
| 1     | Robert Felisiak | FC Tauberbischofsheim |
| 2     | Michael Flegler | FC Tauberbischofsheim |
| 3     | Uwe Proske      | SC Berlin             |

### Degen (Mannschaft)
| Platz | Verein                | Sportler |
| ----- | --------------------- | -------- |
| 1     | FC Tauberbischofsheim |          |
| 2     | OFC Bonn              |          |
| 3     | Heidenheimer SB       |          |

### Säbel (Einzel)
| Platz | Sportler        | Verein                |
| ----- | --------------- | --------------------- |
| 1     | Felix Becker    | TSV Bayer Dormagen    |
| 2     | Jacek Huchwajda | FC Tauberbischofsheim |
| 3     | Jörg Kempenich  | OFC Bonn              |

### Säbel (Mannschaft)
| Platz | Verein                | Sportler |
| ----- | --------------------- | -------- |
| 1     | OFC Bonn              |          |
| 2     | TSV Bayer Dormagen    |          |
| 3     | FC Tauberbischofsheim |          |

## Damen

### Florett (Einzel)
| Platz | Sportler          | Verein                |
| ----- | ----------------- | --------------------- |
| 1     | Zita Funkenhauser | FC Tauberbischofsheim |
| 2     | Sabine Bau        | FC Tauberbischofsheim |
| 3     | Monika Weber      | OFC Bonn              |

### Florett (Mannschaft)
| Platz | Verein                | Sportler |
| ----- | --------------------- | -------- |
| 1     | FC Tauberbischofsheim |          |
| 2     | OFC Bonn              |          |
| 3     | TSV Bayer Dormagen    |          |

### Degen (Einzel)
| Platz | Sportler            | Verein                |
| ----- | ------------------- | --------------------- |
| 1     | Hedwig Funkenhauser | FC Tauberbischofsheim |
| 2     | Imke Duplitzer      | Heidenheimer SB       |
| 3     | Dagmar Ophardt      | Fechtclub Offenbach   |

### Degen (Mannschaft)
| Platz | Verein                | Sportler |
| ----- | --------------------- | -------- |
| 1     | Heidenheimer SB       |          |
| 2     | OFC Bonn              |          |
| 3     | FC Tauberbischofsheim |          |